# Williamsons vliegenvanger
De Williamsons vliegenvanger (Muscicapa williamsoni; synoniem: Muscicapa dauurica williamsoni) is een vogelsoort uit de familie van de Muscicapidae (vliegenvangers).

## Verspreiding en leefgebied
Deze soort komt voor in zuidelijk Myanmar, zuidelijk Thailand, noordelijk Maleisië en noordoostelijk Borneo en telt 2 ondersoorten:
- Muscicapa williamsoni williamsoni: zuidelijk Myanmar, zuidelijk Thailand en noordelijk Maleisië.
- Muscicapa williamsoni umbrosa: noordoostelijk Borneo.